# La Vie d'un grand pécheur

La Vie d'un grand pécheur (en russe : Житие великого грешника) est un projet de roman de l'écrivain russe Fiodor Dostoïevski qui n'est pas été achevé et qui est la concrétisation des idées de l'autre projet de roman, L'Athéisme. Le sujet du roman est le développement des péripéties spirituelles et l'examen comparé de croyances religieuses dont le plan est fixé par l'auteur dans L'Athéisme. L'idée de L'Athéisme se fond en quelque sorte dans La Vie d'un grand pécheur. C'est en 1869 que le premier titre qui a été choisi était L'Athéisme, puis il devient La Vie d'un grand pécheur. Ce dernier projet est demeuré un amas de matériaux amoncelés sans ordre les uns sur les autres. Mais son importance capitale vient du fait que Dostoïevski y a puisé des sujets pour Les Possédés, pour L'Adolescent, pour Les Frères Karamazov. C'est aussi une œuvre d'une conception magistrale qui représente selon Constantin Motchoulski le centre spirituel de son œuvre, « comme une source souterraine qui nourrit de ses eaux les grands romans des années 1870 et 1880 ».

## Contenu
L'œuvre devra comprendre cinq romans séparés, avec un titre spécial pour chaque partie.
- L'Enfance : le plan de la nouvelle est très détaillé.
- Le Couvent: le plan est indiqué en traits généraux.
- Avant l'Exil: le plan est indiqué en traits généraux.
- Le quatrième et le cinquième roman n'ont pas reçu de titre et sont demeurés à l'état de projets.

### L'Enfance

#### Premier acte
Des notes dispersées de Dostoïevski, il est possible de tirer le plan, le schéma de L'Enfance. Le fils naturel d'un propriétaire foncier est depuis son plus jeune âge envoyé à la campagne où il est confié à des vieux. C'est en réalité un milieu de basse débauche que l'enfant se met à mépriser rapidement. L'enfant est offensé par la vilénie des grands. Il s'enferme en lui-même et lit beaucoup. Il est fier et solitaire, mais se lie d'amitié avec la petite boiteuse Katia. Il rêve de l'épouser et de devenir riche. Quand les vieux qui les gardent meurent, il a onze ans et Katia dix. Ils sont envoyés à Moscou dans la famille Alphonski. Concernant la conscience religieuse du héros, une note de Dostoïevski indique : « Première confession. Dieu existe-t-il ? Pitié et dégoût et éternelle question de Dieu ».

#### Deuxième acte
Dans la famille Alphonski, on fait comprendre au garçon qu'il est un enfant naturel. Il décide dès lors d'aller loger avec les domestiques. Il fait l'imbécile et on l'envoie dans une pension où il passe deux ans. Il étonne par sa sauvagerie et on l'appelle le monstre. Dans la famille Alphonski, le père a une maîtresse, la mère a un amant. Il comprend tout cela et participe à l'intrigue. Il se lie d'amitié avec un laquais du nom de Koulikov et celui-ci s'enfuit avec lui, le héros et son amie, la petite boiteuse. Koulikov tue un soldat et le garçon se trouve avoir été son complice. Le sang versé le tourmente. Alphonski est tué par ses serfs (comme le père de Dostoïevski suivant de nombreux témoignages).

#### Troisième acte
Le jeune garçon est envoyé au Lycée Tchermak. Il se développe intellectuellement et se passionne pour des auteurs. Il traite les autres avec hauteur et rêve de domination. Le pur idéal de l'homme libre lui apparaît parfois.

#### Quatrième acte
Un été à la campagne, une doctoresse s'éprend du grand pécheur. Il se la représente dans une sorte d'auréole. Mais il garde un désir passionné de se salir et non de lui plaire. Il rentre à Moscou et se lie avec un camarade du nom de Lambert. Lambert l'entraîne dans la débauche et le héros y entre, mais avec crainte et désir mêlés. Ensemble avec Lambert, il commet un nouveau crime : ils arrachent les ornements précieux d'une icône et se cachent. Mais quand Lambert commence à blasphémer, il le frappe. Ce qui lui semble surprenant puisqu'il se considère comme athée. Il finit par aller se dénoncer lui-même.
Dostoïevski résume lui-même son œuvre L'Enfance : hésitations, projets insatiables, conscience de la supériorité du pouvoir et de la force. Puis il donne de curieuses indications sur le ton de la nouvelle. Il s'agit, écrit-il, d'une vie de saint. L'idée prédominante doit être celle de la Vie. Sans devoir toujours l'expliquer par des mots, mais en devinant, le lecteur doit comprendre que l'idée prédominante est pieuse, que la Vie est tellement importante qu'il fallait que le récit débute à l'enfance.

### Le Couvent
La nouvelle Le Couvent est dominée par le personnage de Tikhone, un évêque à la retraite qui prend sous sa protection un garçon criminel, lui révèle le monde de l'amour et de la vie vivante. C'est-à-dire les joies terrestres avec la famille, le père, la mère , les frères. Il considère que la vie de moine est inférieure à celle du père de famille avec ses enfants si on en a la vocation. Son amitié pour le garçon est émouvante. Quand il le quitte il lui prêche : « combien est puissante l'humilité ». Selon Dostoïevski, le prototype de ce moine est Tikhon de Zadonsk, un prélat russe canonisé.

### Avant l'exil
Quand il quitte Tikhone, le grand pécheur part dans le monde avec l'idée d'être le plus grand des hommes. Il est en tout cas très orgueilleux. Mais grâce à Tikhone, il s'est rendu maître de l'idée suivant laquelle pour vaincre l'univers, il faut seulement se vaincre soi-même… Il devient moine et pèlerin et voyage partout en Russie : liaisons, amours, soif d'humilité, chutes et relèvements. Il finit par créer un asile et devient un genre d'homme tel que le médecin philanthrope Friedrich Joseph Haass. En mourant, il avoue son crime et est touché par la grâce, il communie avec la vie vivante.
Dostoïevski voulait par cette œuvre s'exprimer tout entier. Ce roman devait résoudre le problème qui l'a tourmenté toute sa vie : l'existence de Dieu. L'image de l'homme positivement beau se déploie sous deux aspects : sous l'aspect statique avec Tikhone, et sous l'aspect dynamique avec le héros, le grand pécheur. Mais ce poème religieux que l'écrivain considérait comme la grande œuvre de sa vie n'a pas été réalisé jusqu'à terme.